# Pierre Louis Crouan
Pierre Louis Crouan (ur. 27 kwietnia 1798 w Breście, zm. 19 listopada 1871 tamże) – francuski botanik i mykolog.

## Życie i praca zawodowa
W 1817 r. rozpoczął pracę jako farmaceuta w mieście Rouen. W 1829 r. wraz z bratem Hippolyte Marie Crouan osiadł w Breście, gdzie wspólnie prowadzili aptekę i zajmowali się botaniką i mykologią. Wraz ze swoim bratem jest autorem wielu publikacji naukowych. Publikowali je w takich czasopismach jak Archives de Botanique, Annales des Sciences Naturelles i Bulletin de la Société Botanique de France. Bracia Crouan zawsze podpisywali swoje publikacje razem, więc nie można odróżnić pracy Pierre’a od pracy Hipolita. Niemniej jednak każdy z dwóch braci jest uważany za odrębny autorytet taksonomiczny i każdy ma swój własny skrót w botanice.
Bracia Crouan opublikowali w 1852 r. 50 egzemplarzy zielnika glonów, w 3 tomach, które obejmują 404 próbki wodorostów z Finistère, zachowane w bardzo dobrym stanie. Praca jest wynikiem ponad 15 lat metodycznego zbierania i przygotowywania okazów. Obecnie kolekcje te są rozproszone po całym świecie; we Francji zachowało się tylko kilka. W 1867 roku opublikowali florę Finistère, kulminację ich badań, która przez długi czas pozostawała wzorem opisu flory. Od 1860 r. zrezygnowali ze stanowiska farmaceutów, aby poświęcić się tej pracy.
Pierre-Louise Crouan został członkiem Towarzystwa Botanicznego Francji, Narodowego Towarzystwa Nauk Przyrodniczych i Matematycznych w Cherbourgu, Towarzystwa Akademickiego w Breście oraz Komitetu Prac Historycznych i Naukowych. W nazwach naukowych utworzonych przez braci Crouan taksonów dodawany jest skrót ich nazwiska (P. Crouan & H. Crouan).